# Melancholia (Victor Hugo)
Pour les articles homonymes, voir Melancholia.
Melancholia est un poème de Victor Hugo, écrit en juillet 1838 à Paris et paru en 1856 dans le recueil Les Contemplations. Dans ce poème en alexandrins, Victor Hugo dépeint la société de son époque dans une succession de tableaux. Il y dénonce la misère, la prostitution, l'escroquerie, la diffamation, l'hypocrisie, la violence et le crime, qui dévorent le peuple ; les classes aisées, quant à elles, sont critiquées pour leur dépravation et l'insouciance qu'elles manifestent à l'égard des plus démunis. On compare souvent ce poème aux Misérables, car Victor Hugo y déplore les conditions de travail et de vie de son époque. On retrouve le personnage de Jean Valjean dans le « pauvre » qui, pour avoir volé « un pain pour nourrir sa famille », est condamné au bagne. Comme dans Les Misérables, Victor Hugo montre par ce tableau les travers de la justice et les inégalités sociales : « C'est juste, puisque l'un a tout, et l'autre rien. » L'oppression du prolétariat, également évoquée dans Les Misérables, est développée dans ce poème par l'allégorie du cheval de trait fouetté par son propriétaire ivrogne jusqu'à la mort. L'image d'une guillotine menaçante qui clôt le poème, rappelle l'aversion de Victor Hugo pour la peine de mort, qu'il n'a cessé de clamer tout au long de sa vie.
Le passage le plus connu de l'œuvre, reproduit ci-dessous, dénonce le travail dur et pénible des enfants pauvres pendant la Révolution industrielle.

## Extrait
Le texte complet est disponible sur Wikisource : Melancholia, Paris, 1856  (Wikisource).
Où vont tous ces enfants dont pas un seul ne rit ?

Ces doux êtres pensifs que la fièvre maigrit ?

Ces filles de huit ans qu'on voit cheminer seules ?

Ils s'en vont travailler quinze heures sous des meules ;

Ils vont, de l'aube au soir, faire éternellement

Dans la même prison le même mouvement.

Accroupis sous les dents d'une machine sombre,

Monstre hideux qui mâche on ne sait quoi dans l'ombre,

Innocents dans un bagne, anges dans un enfer,

Ils travaillent. Tout est d'airain, tout est de fer.

Jamais on ne s'arrête et jamais on ne joue.

Aussi quelle pâleur ! la cendre est sur leur joue.

Il fait à peine jour, ils sont déjà bien las.

Ils ne comprennent rien à leur destin, hélas !

Ils semblent dire à Dieu : « Petits comme nous sommes,

Notre Père, voyez ce que nous font les hommes ! »

Ô servitude infâme imposée à l'enfant ! 

Rachitisme ! travail dont le souffle étouffant

Défait ce qu'a fait Dieu ; qui tue, œuvre insensée,

La beauté sur les fronts, dans les cœurs la pensée,

Et qui ferait — c'est là son fruit le plus certain —

D'Apollon un bossu, de Voltaire un crétin !

Travail mauvais qui prend l'âge tendre en sa serre,

Qui produit la richesse en créant la misère,

Qui se sert d'un enfant ainsi que d'un outil !

Progrès dont on demande : « Où va-t-il ? Que veut-il ? »

Qui brise la jeunesse en fleur ! qui donne, en somme,

Une âme à la machine et la retire à l'homme !

Que ce travail, haï des mères, soit maudit !

Maudit comme le vice où l'on s'abâtardit,

Maudit comme l'opprobre et comme le blasphème !

Ô Dieu ! qu'il soit maudit au nom du travail même,

Au nom du vrai travail, sain, fécond, généreux,

Qui fait le peuple libre et qui rend l'homme heureux !
— Victor Hugo, Melancholia, Les Contemplations, 1856